# Reformage du méthane
Le reformage du méthane est une réaction chimique qui consiste à produire de l'hydrogène à partir du méthane présent dans le gaz naturel ou du biométhane.
Deux principaux procédés de reformage du méthane existent : le vaporeformage et le reformage à sec. 

## Vaporeformage du méthane
Le vaporeformage (aussi appelé reformage à la vapeur, en anglais : steam reforming) du méthane (steam methane reforming ou SMR) consiste à faire réagir celui-ci avec la vapeur d'eau en présence d'un catalyseur. Cette transformation a lieu à haute température (840 à 950 °C), sous une pression modérée (20 à 30 bar) et selon une réaction fortement endothermique, pour produire du dihydrogène :
CH4 + H2O ↔ CO + 3 H2          ΔH°298 = +206,2 kJ mol−1          (1)
Le monoxyde de carbone produit dans la réaction réagit aussi avec l'eau selon une réaction faiblement exothermique :
CO + H2O ↔ CO2 + H2            ΔH°298 =    −41,1 kJ mol−1          (2)
Ce procédé de vaporeformage se compose de deux réactions :
- la première est la réaction du méthane avec l'eau qui produit un gaz riche en CO et en H2, contenant aussi du CO2 provenant de la réaction (2). Elle a lieu vers 800 à 900 °C sous une pression de 25 bar, le catalyseur est le nickel ;
- la seconde, appelée shift conversion, se produit à plus basse température, elle est la réaction du gaz à l'eau (entre l'eau et le CO) qui fournit du H2 additionnel et du CO2. Pour cela, on peut utiliser un ou deux réacteurs selon le rendement de conversion recherché (HTS ou LTS) : le premier est porté à environ 400 °C (HTS : high temperature shift), avec comme catalyseur le fer-chrome, le deuxième à une température plus basse (200 °C) (LTS : low temperature shift), le catalyseur est le cuivre-fer.

En aval de ces deux réacteurs, on trouve généralement une unité de décarbonation afin de retirer le CO2 formé par la shift conversion.
Le vaporeformage des hydrocarbures (du méthane en particulier, qui est le principal constituant du gaz naturel, du biogaz et l'essentiel du biométhane) est une méthode fortement utilisée pour produire de l'hydrogène, dont la demande pourrait augmenter (avec le développement des piles à hydrogène notamment).

## Reformage à sec du méthane
Le reformage à sec du méthane est un procédé qui utilise méthane (CH4) et gaz carbonique (CO2), :
CH4 + CO2 ↔  2 CO + 2 H2          ΔH°298 = +247 kJ mol−1          (3)
Cette réaction est fortement endothermique, le domaine de température dans lequel elle est thermodynamiquement favorable se situe au-dessus de 640 °C. 
Cette réaction présente pour intérêt qu'à l'équilibre, le rapport H2/CO est égal à l'unité. Ce ratio est très recherché pour le procédé Fischer-Tropsch et d'autres applications industrielles. En outre, elle est l'une des réactions les plus importantes pour convertir le biogaz en hydrogène ou en gaz de synthèse,.

## Biométhane
Le biométhane est produit par dégradation de biomasse puis épuré.
Il pourrait constituer, via le reformage, une source renouvelable pour la production de dihydrogène (biohydrogène). En effet, en 2015, 49 % de l’hydrogène commercialisé est produit à partir du gaz naturel, pour 29 % produits à partir d'hydrocarbures liquides, 18 % à partir du charbon et 4 % à partir de l'électrolyse de l'eau — donc moins de 1 % à partir du biométhane,.